# Famille van Caestre
 (septembre 2018).
Si vous disposez d'ouvrages ou d'articles de référence ou si vous connaissez des sites web de qualité traitant du thème abordé ici, merci de compléter l'article en donnant les références utiles à sa vérifiabilité et en les liant à la section « Notes et références ».

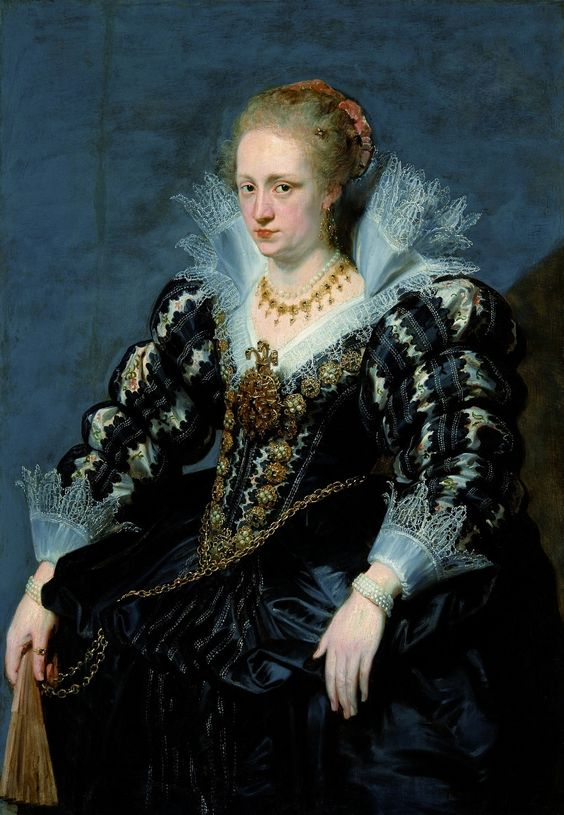
Jacqueline de Caestre, mariée au Seigneur de Boortmeerbecke dit de Cordes, peint par Rubens.

La famille de / van Caestre est une ancienne famille noble brabançonne. 
La plus connue de cette famille fut Jacqueline de Caestre, peinte par Rubens.
Les origines de cette famille se trouvent dans le duché de Brabant en région de Malines et Anvers, où ils possèdent plusieurs seigneuries comme Ravensteyn et Bonheyden. Plusieurs membres sont avocats et actifs au service royal dans le Grand conseil à Malines.

## Généalogie
- Jacques van Caestre, avocat au Grand conseil à Malines marié à Marie Collins, fille de Jean, Conseiller au Grand Conseil
  - Jean de Caestre (+ 1627) Seigneur de Bonheiden fut Conseiller au Grand conseil de Malines, marié à Isabelle d'Ittres.
    - Catherine de Caestre, marié à Charles de Steelant, seigneur de Hoirzeele
      - Jacoba Isabella de Steelant, alliée à Jean I Charles Snoy, 1er Baron d'Oppuers
        - Jean II Jacques Antoine Snoy, 2e Baron d'Oppuers

    - Jacqueline de Caestre, marié au seigneur de Wichelen : Jean-Charles de Cordes.
      - Jean-Charles de Cordes, seigneur de ter Meeren.

    - Jean-Jacques de Caestre, 1er baron de Bautershem (1650). Il restaurera le Château de Boutersem avec un grand jardin, marié à Anne de 't Serclaes, dame d'Obberghem (+ 1684)
      - Jean-Jacques, 2e baron de Bautershem, sans enfant, mort à Bruxelles (+ 1716).
      - Georges-Joseph, né le 25 octobre 1654 à Malines, St-Rombaut, baron d'Ittres de Caestre, allié à Jeanne-Angelique d'Halmale.
        - Joseph-Adrien, baron d'Ittre de Caestre

      - Jean-François de Caestre, 3e Baron de Bautershem